# Jiří Martin
Jiří Martin, vl. jménem Jiří Škopek (29. dubna 1915 Praha – 11. února 1962 Praha), byl český malíř a grafik.

## Život
O rodině a jeho předválečném působení není nic známo. Za druhé světové války byl totálně nasazen v Německu. Roku 1941 se mu podařilo utéct a do osvobození se skrýval v Paříži, kde nesystematicky navštěvoval École des Beaux-Arts a seznámil se s uměním pařížské školy. Po válce se jako třicetiletý přihlásil na Akademii výtvarných umění v Praze a v letech 1945–1948 studoval v ateliéru grafiky u Vladimíra Pukla. Jeho spolužáky byli Kolínská, Fremund, Tesař a Peterka. Martin mezi nimi vynikal talentem i zkušenostmi a jako společenský člověk se s ostatními výtvarníky setkával ve svém ateliéru. Roku 1948 mu zprostředkoval Václav Nebeský první samostatnou výstavu ve Vilímkově galerii v Praze. Nebeský inicioval změnu jeho jména a Jaroslav Seifert mu do katalogu věnoval báseň. Tato výstava byla kladně přijata dobovou kritikou a na čas ho zajistila existenčně.
Po ukončení studia se živil jako umělec na volné noze, ale roku 1952 byl vyloučen ze Svazu výtvarných umělců. Tehdejší funkcionáři Svazu Vilém Kratochvíl a Richard Wiesner jeho malby označili za formalistické a jako důvod vyloučení uvedli, že neprojevil vůli pracovat metodou socialistického realismu. Martin následkem toho nervově ochrnul a malování se pro něj stalo obtížné, protože se mohl pohybovat pouze o berlích. Na sjezdu SČSVU roku 1956, který se zabýval reformou této organizace, se Martina zastal Jan Kotík.
Roku 1955 se zúčastnil výstavy jedenácti ve výstavní síni ARS, která patřila nakladatelství Melantrich. Většina vystavujících spolu studovala po skončení války na Akademii a patřila do střediska Štursa SČSVU v Praze. Tito umělci byli roku 1957 jádrem nově založené skupiny Máj 57 a Martin patřil k zakládajícím členům. Předtím se spolu s Fremundem, Piesenem a Kolínskou zúčastnil výstavy se skupinou Roter Reiter v západoněmeckém Trauensteinu a byl zastoupen na prvních třech výstavách Máje. Roku 1961 podlehl svému onemocnění a na čtvrté výstavě roku 1964 byl zastoupen in memoriam.

## Dílo
V poválečných letech se zabýval převážně grafikou a vytvořil sérii suchých jehel, které vyjadřují podobné tísnivé pocity jako grafiky Františka Tichého (Don Quiote útočící na větrný mlýn, 1945, Balet, 1946).
Martinův malířský styl, poučený moderním francouzským uměním i díly republikánských španělských malířů, kteří vystavovali roku 1946 v Praze (z nich zejména Antoni Clavé), se pohyboval na pomezí mezi kubismem a Bonnardovým postimpresionismem. Pro mladé malíře byl inspirací jeho pařížský kolorismus i subtilnost artistní kresby. Jiří Martin vyzařoval osobní kouzlo a byl schopen teoreticky proniknout do problémů moderního umění. Raná díla se vyznačují kontrasty výrazných barevných ploch, jejichž dekorativní působení stupňuje rytmus obrysové linie (Ranní toaleta, 1949). Za jeho vrcholné dílo, v němž se projevují náznaky změny stylu, je považována Žena s fíkusem (1950, Národní galerie v Praze).
V padesátých letech maloval monumentálně pojaté figurativní obrazy ve velkorysých a barevně jasných plochách, s příznačnou estetizující primitivizací. Charakteristická je pro něj zdůrazněná kontura, která se podřizuje barevné ploše, zpevňuje stavebný řád a podporuje obsahové vyznění scény (Smuteční hosté, 1951). Další fázi jeho tvorby představuje série zátiší a akvarelové a kvašové krajinomalby, ve kterých je barevnost ztlumena. V důsledku svého onemocnění se později věnoval štětcovým kresbám tuší. Jeho malířské dílo symbolicky uzavírá obraz Sbohem z roku 1956. Je paradoxní, že Martinova v podstatě klasicizující malba vyvolala tak hluboký rozpor s estetickými dogmaty režimu, který nespravedlivým vyloučením ze Svazu československých výtvarných umělců zavinil malířovu předčasnou smrt.

### Zastoupení ve sbírkách
- Národní galerie v Praze
- Východočeská galerie v Pardubicích
- Muzeum umění Olomouc

### Výstavy

#### Autorské
- 1948 Jiří Martin, Galerie Jos. R. Vilímek, Praha
- 1964 Jiří Martin, Alšova síň Umělecké besedy, Praha (in memoriam)

#### Kolektivní
- 1955 Výstava jedenácti, Výstavní síň Ars Melantrich, Praha 1
- 1956 Výstava absolventů a posluchačů speciální grafické školy prof. Vladimíra Pukla AVU, Okresní vlastivědné muzeum, Prostějov, Dům umění, Olomouc
- 1956/1957 Výstava absolventů a posluchačů speciální grafické školy prof. Vladimíra Pukla AVU, Arcibiskupský zámek – obrazárna, Kroměříž
- 1957 Mladé umění / Tvůrčí skupina Máj 57, Obecní dům – výstavní sály, Praha
- 1958 2. výstava Skupiny Máj 57: Obrazy, plastiky, kresby, Palác Dunaj, Praha
- 1964 Tvůrčí skupina Máj, Galerie Nová síň, Praha
- 1965 Tanec v moderním českém výtvarném umění, Zámek Strážnice
- 1973 Obrazy o lidech, Východočeská galerie v Pardubicích
- 1974 Mládí na obrazech a plastikách Východočeské galerie, Východočeská galerie v Pardubicích
- 1994 Ohniska znovuzrození, Městská knihovna Praha
- 2007 Skupina Máj 57, Císařská konírna, Pražský hrad
- 2010 Roky ve dnech. České umění 1945–1957, Městská knihovna Praha

### Katalogy
- Jiří Martin, text Jaroslav Seifert, Věra Hasalová, 12 s., Galerie Jos. R. Vilímek, Praha 1948
- Jiří Martin, text Jarmila Skalická, autor, Český fond výtvarných umění, Praha 1964

- Miloslav Chlupáč, František Dvořák, Mladé umění / Tvůrčí skupina Máj 57, Obecní dům, Praha 1957
- 2. výstava skupiny Máj 57 (Beneš Hájek Podhrázský Čermáková Balcar Fára Dydek Piesen Vystrčil Fremund Chlupáč Sekal Nolč Martin Kolínská Bělocvětov Vysušil Palcr), Palác Dunaj, Praha 1958
- Tvůrčí skupina Máj, Galerie Nová síň, Praha 1964
- Petr Spielmann, Tanec v moderním českém výtvarném umění, Krajské středisko lidového umění ve Strážnici 1965
- Jitka Boučková, Čestmír Šrettr, České výtvarné umění 20. století (Z uměleckých sbírek Východočeské galerie Pardubice), 1970
- Jitka Boučková, Obrazy o lidech (Figurální malba, plastiky, portréty ze sbírek), Východočeská galerie v Pardubicích 1973
- Vladimír Řeřucha, Mládí na obrazech a plastikách Východočeské galerie, 1974
- Marie Klimešová, Roky ve dnech (České umění 1945–1957), Galerie hlavního města Prahy, Arbor vitae 2010, ISBN 978-80-87164-35-8